# Вельбужд

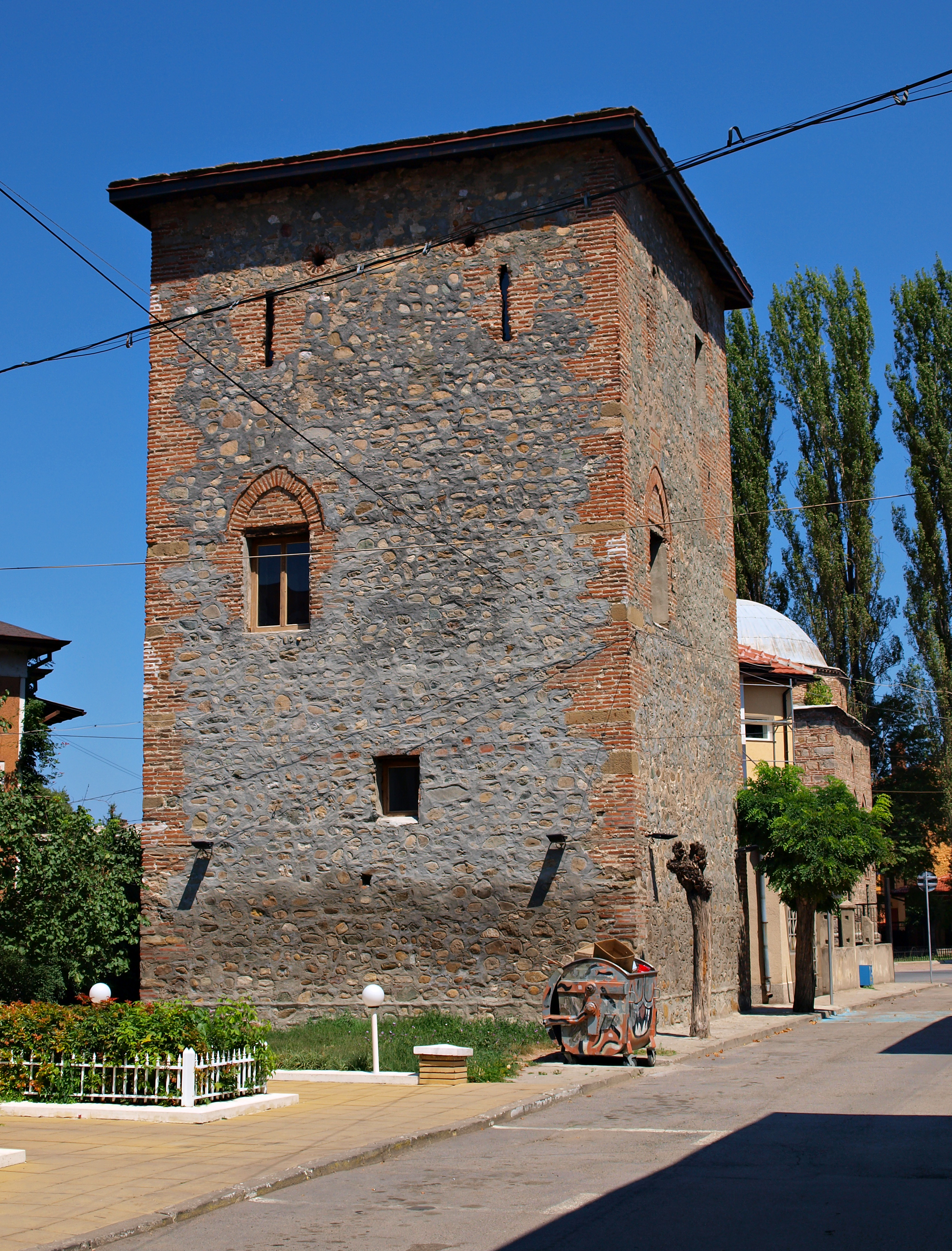
Пиргова башня XV—XVI веков, Кюстендил.

Вельбужд — укрепленный средневековый город на месте нынешнего Кюстендила, преемника древнего города Пауталии.
Этимология названия спорна и неясна, но есть две гипотезы — «верблюд» из-за изгиба хребта Осогово над городом или старославянский «белый вождь», поскольку имя встречается в исторических источниках фонетически в более десяти вариаций.
Предполагается, что город был частью Первого Болгарского государства с IX века. Среди епископских престолов, перечисленных в апсиде базилики Святого Ахилла в Преспе, подчиненной Болгарскому Патриархату, находится епископский престол Вельбужд.
В Византийской Болгарии упоминается также епископ Вельбужд, в подчинение которого, помимо самого города Вельбужд, входят также укрепленные города Сатеска, Германeя, Теример, Стоб, Долна Сатеска и Разлог. К середине XI века произошли значительные этнические и демографические изменения в связи с заселением большого количества печенегов между Средецем (София) и Нишем, которые, судя по некоторым топонимам и апокрифам, вероятно, расселились вокруг города.
Во времена Византийской Болгарии богомильство было широко распространено в районе Вельбужд, о чем свидетельствуют названия сел Кутугерци, Богослов, Иеремия, Илия, Креститель (к западу от Осоговских гор) и другие. Вельбужд был также важным епископским центром в то время. В епископских списках времен императора Алексея I Комнина (1081—1118) епископ Вельбужд упоминается на третьем месте после списков Кастории и Скопье и перед Средецом.
Вельбужд также является важным административным и экономическим центром. В центре большого и плодородного поля развивалась оживленная торговля, о чем свидетельствует интенсивное денежное обращение. Многочисленные находки монет, отчеканенных императорами Алексием I Комнином (1081—1118), Мануилом I Комнином (1143—1180), Андроником I Комнином (1183—1185), Исааком II Ангелом (1185—1195) и Алексеем III Ангел (1195—1203), происходят из города и его окрестности.
Во время правления царя Калояна (1197—1207) Вельбужд входил в состав Второго Болгарского государства и был отдан хору Прилепа или Скопье (по дубровницкой грамоте царя Ивана Асена II). Во второй половине XIII века он был часть Никейской империи, а затем снова Византийской империи.
В 1284 году, после Дежевского соглашения, город был завоеван Стефаном Милутиным и оставался во владении Расции до конца Царства Душана. В последние годы он был центром так называемого Вельбужского деспотата.
Первое упоминание о городе Кюстендил с его нынешним названием принадлежит Эвлии Челеби.

## Примечание
1. ↑  Енциклопедичен речник КЮСТЕНДИЛ А-Я, София, 1988 г., изд. Болгарская академия наук, стр. 99 — 100